# Chủ tịch Cộng hòa Dân chủ Nhân dân Triều Tiên
Chủ tịch Cộng hòa Dân chủ Nhân dân Triều Tiên(Tiếng Triều Tiên: 조선민주주의인민공화 주석) là nguyên thủ quốc gia của Cộng hòa Dân chủ Nhân dân Triều Tiên.
Kim Nhật Thành (1972 (15 tháng 4 năm 1912) - 8 tháng 7 năm 1994)
Kim Nhật Thành là người đầu tiên và duy nhất giữ chức vụ này. Sau khi Kim Nhật Thành qua đời, ông được phong là "Chủ tịch vĩnh viễn" chức vụ Chủ tịch bị bãi bỏ để tỏ lòng tôn kính Kim Nhật Thành